# Molly McCook
Molly Jane McCook (* 30. Juli 1990 in Los Angeles, Kalifornien) ist eine US-amerikanische Schauspielerin, die hauptsächlich Nebenrollen in Fernsehserien spielt.

## Leben und Karriere
Molly McCook ist die Tochter von John McCook und Laurette Spang. Ihre älteren Geschwister sind Jake McCook und Rebecca „Becky“ McCook. Sie hat einen Stiefbruder namens Seth McCook.
Mit elf Jahren bekam sie ihre erste Rolle in einem Musical nach Anatevka (The Fiddler on the Roof) als Chava. Ihre erste Fernsehrolle war in der US-Serie Monk. Sie spielte unter anderem in vielen anderen kleinen Musicals mit wie z. B. Octomom – The Musical. 2018 übernahm McCook die Rolle der Mandy Baxter-Anderson in Last Man Standing, nachdem die Produktion der Serie vorübergehend eingestellt wurde und die ursprüngliche Darstellerin Molly Ephraim ihren Vertrag nicht für eine weitere Staffel verlängerte.

## Filmografie (Auswahl)
- 2007: Monk (Fernsehserie, Folge 5x03)
- 2010: 10 Dinge, die ich an dir hasse (10 Things I Hate About You , Fernsehserie, Folge 1x14)
- 2010: Reich und Schön (The Bold and the Beautiful , Fernsehserie, 5 Folgen)
- 2011: Glee (Fernsehserie, Folge 1x19)
- 2011: Glory Daze (Fernsehserie, 2 Folgen)
- 2012: Free Agents (Fernsehserie, Folge 1x07)
- 2012: Excision
- 2012: Never Fade Away (Fernsehserie, 4 Folgen)
- 2013: 10 Rules for Sleeping Around
- 2013: Marvel’s Agents of S.H.I.E.L.D. (Fernsehserie, Folge 1x10)
- 2014: Modern Family (Fernsehserie, Folge 6x10)
- 2015: Hot in Cleveland (Fernsehserie, Folge 6x14)
- 2016: Trash Fire
- 2016: Sorry, Ari (Fernsehserie, Folge 1x09)
- 2016: Guidance (Fernsehserie, 7 Folgen)
- 2016–2018: The Ranch (Fernsehserie, 5 Folgen)
- 2017: The Landlord (Fernsehfilm)
- 2018–2021: Last Man Standing (Fernsehserie, 64 Folgen)
- 2019: Good Trouble (Fernsehserie, 6 Folgen)
- 2021: Candy Coated Christmas
- 2023: Noch nicht ganz tot (Not Dead Yet, Fernsehserie, 2 Folgen)
- 2023: Maybe It’s You
- 2023: Noch nicht ganz tot (Not Dead Yet, Fernsehserie, 1 Folge)